# 2-甲基己烷
2-甲基己烷（化学式：C7H16）是正庚烷的同分异构物。从结构上可认为是在第二个碳原子上具有一甲基的己烷。它通常作为杂质存在于正庚烷中。然而从化学反应的角度来看，2-甲基己烷具有和正庚烷（直链烷烃）相似的物理性质和化学性质，因此并不被认为是杂质。

## 性质
和多数烷烃一样，2-甲基己烷不溶于水，而溶于许多有机溶剂中，例如醇和醚。2-甲基己烷通常被认为是一种溶剂，所以即使其存在于很多庚烷制品中也不会被认为是有害的杂质，因为庚烷通常被作为溶剂而使用。尽管如此，通过精馏，可将2-甲基己烷和正庚烷分离出来。
在烷烃中，支链较多的同分异构体更易点燃和充分燃烧。因此，2-甲基己烷的自燃温度和闪点均比正庚烷低。理论上2-甲基己烷的燃烧会产生更少碳煙，发射出较高频率的辐射；不过由于正庚烷和2-甲基己烷只有一个碳原子排列的区别，两者在燃烧时均产生明亮的黄色火焰。
2-甲基己烷的熔点和沸点均比庚烷低。值得一提的是，在大多数碳氢化合物中，直链烃和其具有支链的同分异构体相比，往往具有更低的熔点和更高的沸点。然而2-甲基己烷却是例外。2-甲基己烷的密度也小于庚烷。
在NFPA 704系统中，2-甲基己烷与其他烷烃被列为反应活性等级为0的化合物。大多数烷烃并不活泼，除非在极端情况下，如燃烧和强烈阳光。在氧气和火焰存在下，2-甲基己烷和庚烷均完全燃烧，生成水和二氧化碳。在紫外光照射下，2-甲基己烷与卤素溶液（如溴溶于1,1,1-三氯乙烷中）混合，可发生取代反应。